# Poddor'e
Poddor'e (in russo Поддорье?) è un villaggio della Russia europea nordoccidentale, situato nella oblast' di Novgorod; è il centro amministrativo del rajon Poddorskij.
Si trova sul fiume Red'ja, 162 km a sud di Velikij Novgorod e 64 km a sud di Staraja Russa.